# Alegria

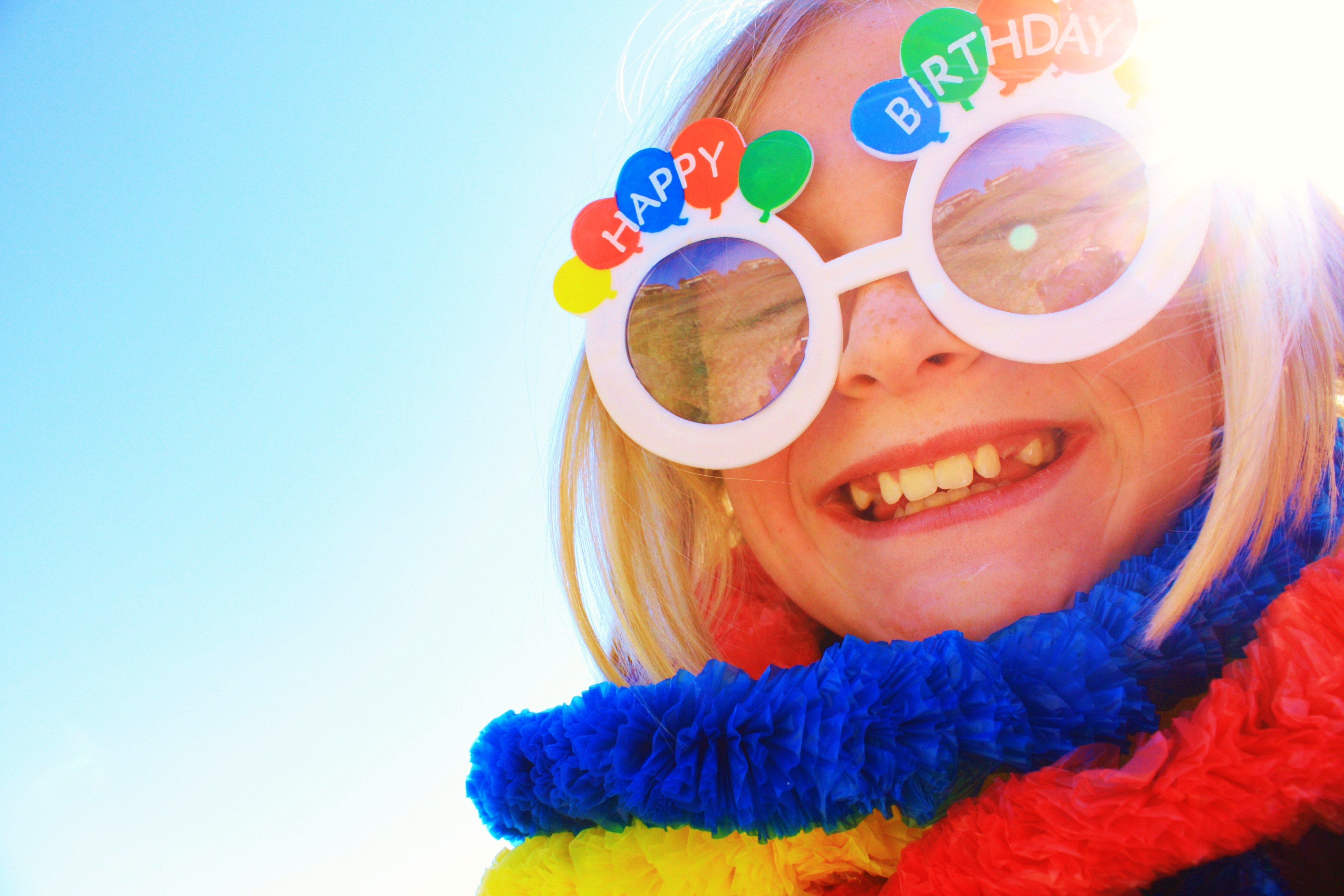
O sorriso é um símbolo de alegria

A alegria é um sentimento de contentamento, de prazer de viver, júbilo, satisfação, exultação. Nas pessoas, costuma ser expressa através de sorrisos.

## Distinção vs emoções semelhantes
Alguns psicólogos e estudiosos fazem uma distinção entre felicidade e alegria. A distinção precisa varia, mas a felicidade é frequentemente descrita como o produto de fontes externas, enquanto a alegria é considerada interna.
C. S. Lewis viu uma clara distinção entre alegria, prazer e felicidade: "Às vezes me pergunto se todos os prazeres não são substitutos da Alegria", e "Eu a chamo de Alegria, que é aqui um termo técnico e deve ser nitidamente distinguido tanto da Felicidade quanto do Prazer. A alegria (no meu sentido) tem de fato uma característica, e uma só, em comum com eles; o fato de que quem já passou por isso vai querer de novo... Duvido que alguém que a tenha provado alguma vez, se ambos estivessem em seu poder, a trocaria por todos os prazeres do mundo. Mas então a Alegria nunca está em nosso poder e o Prazer muitas vezes está".
Michela Summa diz que a distinção entre alegria e felicidade é que "a alegria acompanha o processo através e através, enquanto a felicidade parece estar mais estritamente ligada ao momento de realização do processo... A alegria não é apenas uma resposta emocional direta a um evento que está embutido em nossas preocupações de vida, mas também está intimamente ligada ao momento presente, enquanto a felicidade pressupõe uma postura avaliativa em relação a um período da vida ou à própria vida como um todo".